# فادينكسفين
فادينكسفين Waddinxveen  هي مدينة وبلدية غرب هولندا، في مقاطعة جنوب هولندا.

## طوبوغرافيا
خريطة طوبوغرافية هولندية لبلدية فادينكسفين، يوليو 2013، (تقرأ بعد ثلاث نقرات على الخريطة).

## أعلام
- روالد فان هوت
- شارون دين آدل